# Santi Cazorla
Santiago (Santi) Cazorla González (Lugo de Llanera, 13 december 1984) is een Spaans voetballer die doorgaans speelt als aanvallende middenvelder. Hij verruilde Villarreal in juli 2020 voor Al-Sadd. Cazorla debuteerde in 2008 in het Spaans voetbalelftal en nam daarmee deel aan de door Spanje gewonnen Europese kampioenschappen in 2008 en 2012.

## Clubcarrière

### Villarreal
Cazorla speelde tot 2002 in de jeugdelftallen van Real Oviedo. Zes maanden voor zijn achttiende verjaardag werd hij in 2002 gecontracteerd door Villarreal CF. Bij die club speelde Cazorla in het seizoen 2003/04 veelvuldig in het tweede elftal, Villarreal B, waarin hij uiteindelijk veertig competitieduels zou spelen. Zijn debuut in het eerste elftal en bijgevolg zijn debuut op het hoogste competitieniveau maakte Cazorla op 30 november 2003 tegen Deportivo La Coruña. Hij verving Roger García, de enige doelpuntenmaker van de wedstrijd in de 89ste minuut, aan het begin van de blessuretijd. In het volgende seizoen was Cazorla een vaste kracht in de selectie van Villarreal met 29 optredens in de competitie. Op Europees niveau debuteerde hij op 16 september in de voorronde van de UEFA Cup 2004/05 tegen Hammarby IF (1–2 winst). In de returnwedstrijd tegen Hammarby, die met 3–0 gewonnen werd, maakte hij zijn eerste doelpunt in het betaald voetbal. Door de overwinning kwalificeerde Villarreal zich voor de groepsfase van de UEFA Cup. In die groepsfase en de tweede ronde maakte Cazorla drie doelpunten; in de van AZ verloren kwartfinale, waarin hij een halfuur meespeelde, wist hij niet te scoren. Zijn eerste competitiedoelpunt maakte hij aan het einde van het seizoen tegen Getafe; ook een week later was hij tegen Málaga trefzeker. In zijn eerste volle seizoen in het betaald voetbal speelde Cazorla uiteindelijk 41 wedstrijden. Cazorla speelde in de jaargang 2005/06 minder wedstrijden – in totaal 25 – en was met name internationaal nu minder actief, met alleen op 18 oktober deelname aan de Champions League in de groepsfase tegen Benfica.
De zeven jaar lange carrière van Santi Cazorla bij Villarreal CF werd in juli 2006 voor de duur van een jaar onderbroken door een transfer naar Recreativo de Huelva. Hij tekende bij Recreativo een contract voor vier jaar, met een optie tot terugkeer naar Villarreal. In het seizoen 2005/06 maakte Cazorla geen doelpunt; in het seizoen 2006/07 maakte hij bij zijn debuut direct een doelpunt voor Recreativo. Juan Arango had tegenstander RCD Mallorca vier minuten voor het verstrijken van de reguliere speeltijd op voorsprong gezet; drie minuten in de blessuretijd maakte Cazorla de gelijkmaker. Een week later maakte hij het enige doelpunt in de uitwedstrijd tegen zijn vorige club Villarreal. Bij Recreativo speelde Cazorla, hoewel niet op internationaal niveau maar alleen in de Primera División, meer wedstrijden dan in het voorafgaande jaar bij Villarreal. Hij speelde bijna alle competitiewedstrijden (34); in het grootste deel van deze wedstrijd stond hij de volledige negentig minuten op het veld. Cazorla hielp Recreativo op de voorlaatste speeldag van de competitie op 10 juni 2007 aan een 2–5 zege bij Deportivo La Coruña, waardoor de club steeg naar zijn uiteindelijke eindklassering op de achtste plaats, de beste prestatie van de club in zijn geschiedenis.
Cazorlas prestatie met de club uit Huelva was zijn voormalige werkgever niet ontgaan. In het contract, dat was getekend in de zomer van 2006, stond de terugkeerclausule nog open en met het oog op zijn prestaties koos Villarreal ervoor Cazorla terug te kopen in de selectie voor een bedrag van ruim één miljoen euro. Bij de eerste speeldag van het seizoen op 26 augustus speelde Cazorla onder trainer Manuel Pellegrini weer zijn eerste wedstrijd in dienst van Villarreal; van Valencia CF werd met 0–3 gewonnen, waarbij Cazorla zelf het derde doelpunt maakte. Op twee wedstrijden in november na speelde hij in de Primera División gedurende de jaargang 2007/08 alle wedstrijden, waarin hij vijf doelpunten maakte en een collega negenmaal een assist gaf (waaronder twee in de twee wedstrijden tegen Recreativo de Huelva). In de UEFA Cup kwam Cazorla tot zeven optredens en maakte hij in de groepswedstrijd uit tegen FK Mladá Boleslav een van de twee winnende doelpunten (1–2 overwinning). Villarreal werd in februari 2008 op Europees niveau uitgeschakeld door FK Zenit Sint-Petersburg. Met zijn spel in 49 wedstrijden in het seizoen 2007/08 had Cazorla de interesse gewekt van Real Madrid, dat in augustus 2008 een bod bij Villarreal zou hebben neergelegd van ongeveer zestien miljoen euro. Cazorla zelf was bereid tot een transfer naar Madrid; Villarreal, daarentegen, anticipeerde op het aanbod en legde hem een verbeterd contract voor. De technisch directeur van Real, Predrag Mijatović, gaf vervolgens aan niet verder te willen gaan dan de aanbieding die Villarreal Cazorla nu gedaan had. Santi Cazorla zag vervolgens af van een overstap en ondertekende het nieuwe contractvoorstel.
Het competitieseizoen 2008/09 was het meest doelpuntrijke van Cazorla in zijn tijd bij Villarreal: hij maakte acht doelpunten (en vier assists) en was zo medeverantwoordelijk voor de uiteindelijke vijfde positie op de Spaanse ranglijst. Acht competitiewedstrijden aan het einde van het seizoen en ook beide duels in de kwartfinale van de UEFA Champions League tegen Arsenal FC, zijn latere werkgever, moest Cazorla missen doordat hij in de confrontatie met UD Almería (4 april, 3–0 nederlaag) een bot in zijn scheenbeen brak. Op 30 mei was hij na twee maanden afwezigheid fit genoeg om de laatste competitiewedstrijd van het seizoen te spelen tegen RCD Mallorca (2–3 winst). In de zomer van 2009 maakte Real Madrid opnieuw zijn interesse in Cazorla kenbaar. Álvaro Negredo, speler van Madrid, zou in de interesse staan van Villarreal; Madrid, onder leiding van Cazorla's voormalige trainer Pellegrini, zou opteren voor een spelerswissel, waarbij Villarreal zowel Negredo als een bedrag van 25 miljoen euro zou krijgen. Wederom kwam het niet tot een transfer naar Madrid. In het volgende seizoen kende Villarreal geen goede start van het seizoen; Cazorla zelf was tweemaal trefzeker in de eerste zeven duels, maar geen van die wedstrijden werd gewonnen en de club bevond zich daardoor in oktober op de laatste plaats van de Primera División. Alleen in augustus won Cazorla wedstrijden, toen NAC Breda in de voorronde van de Europa League over twee wedstrijden met 9–2 werd verslagen. Een hernia weerhield Cazorla vervolgens wekenlang van spelen: in totaal miste hij veertien competitiewedstrijden en verliep het herstel moeizaam. Op 15 mei 2010 maakte Cazorla in de laatste wedstrijd van het seizoen twee doelpunten en gaf hij een assist in het duel tegen Real Zaragoza, dat in 3–3 eindigde. In zijn laatste seizoen bij Villarreal miste Cazorla, hersteld van zijn blessure, slechts één wedstrijd, maakte in alle competities samen acht doelpunten en gaf dertien assists. De 38ste wedstrijd van de Primera División 2010/11 tegen CA Osasuna (1–0 verlies) was de 239ste en laatste van Cazorla in dienst van Villarreal. In die 239 optredens maakte hij 34 doelpunten en gaf hij 33 assists. Alle competities meegerekend, dat wil zeggen de nationale competitie, het nationaal bekertoernooi en internationale bekertoernooien samen.

### Málaga
In juli 2011 tekende Santi Cazorla een contract voor vijf seizoenen bij Málaga CF. De club was bezig met het investeren in zijn selectie: Cazorla was de tiende speler die in de transferzomer door Málaga werd gecontracteerd, na onder anderen de Nederlanders Ruud van Nistelrooij en Joris Mathijsen en de Fransman Jérémy Toulalan. Zijn debuut maakte Cazorla op 28 augustus 2011 in de uitwedstrijd tegen Sevilla FC, waarin hij in de 80ste minuut uit een vrije trap trefzeker was (2–1 verlies). De twee doelpunten van de kant van Sevilla werden gemaakt door Negredo, die met Cazorla twee jaar eerder in transferonderhandelingen betrokken was geweest. In de eerste vijf ronden van de Spaanse competitie was hij viermaal trefzeker en gaf hij twee assists. Vijf doelpunten volgden in de rest van het jaar; zowel in de Primera División en de Copa del Rey miste Cazorla geen wedstrijd.

### Arsenal

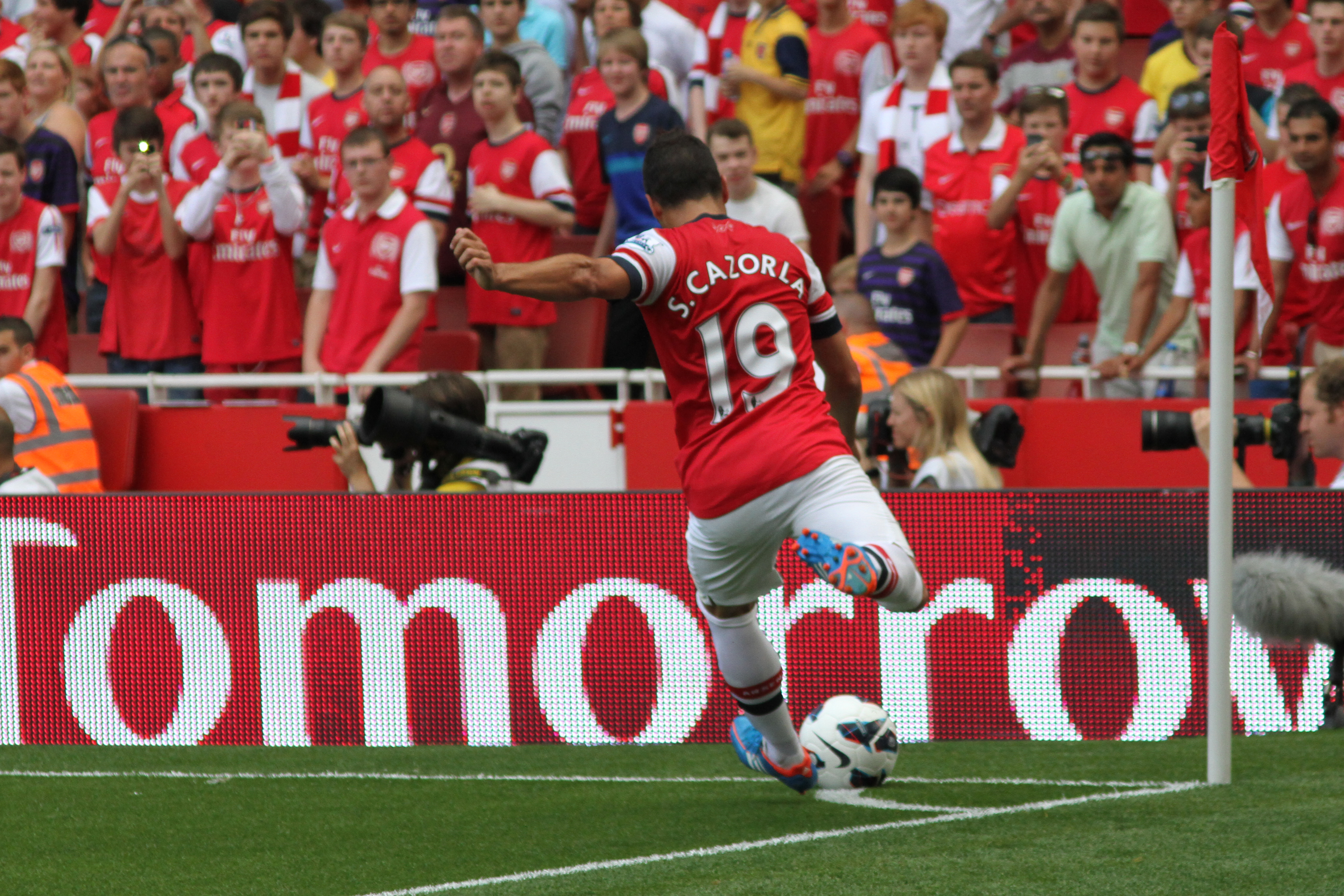
Cazorla neemt een hoekschop voor Arsenal

Dat Málaga hem meer speeltijd schonk in de competitie dan Villarreal in de voorafgegane zeven seizoenen was voor Cazorla geen reden om zijn contract, dat nog vier jaar doorliep, uit te dienen. In augustus 2012 tekende hij een contract bij Arsenal, waar trainer Arsène Wenger hem als een toevoeging in ervaring en kwaliteit voor de selectie zag. Wenger had voor de transfer van Cazorla ook twee andere aanvallers – Lukas Podolski en Olivier Giroud – naar Londen gehaald. Op 18 augustus debuteerde Cazorla in de Premier League tegen Sunderland (0–0), gepositioneerd als aanvallende middenvelder achter Podolski. Na afloop werd hij uitgeroepen tot man van de wedstrijd. Vanaf dit eerste duel stond Cazorla vrijwel het gehele competitieseizoen alle wedstrijdminuten op het veld (3.297 minuten in 38 wedstrijden). Op 2 september maakte hij zijn eerste doelpunt voor Arsenal in de uitwedstrijd tegen Liverpool FC (0–2 winst); Podolski was de aangever, nadat Cazorla zelf bij het eerste doelpunt de assist op Podolski had gegeven. Op 6 oktober volgde zijn twee doelpunt uit tegen West Ham United, welke werd verkozen tot Arsenal-doelpunt van de maand. Niet alleen Cazorla's doelpunten, maar ook zijn algehele prestatie als nieuwkomer in het Engelse voetbal werd geprezen, onder anderen door zijn trainer Wenger en medespeler Theo Walcott. Wenger vergeleek Cazorla met Glenn Hoddle, bij wie, net als bij de Spanjaard, niet te ontdekken viel of hij links- of rechtsbenig was. Zijn kwaliteit om met zowel links als rechts even goed te spelen zou volgens Wenger belangrijk zijn in het hedendaagse positiespel van de aanvallende middenvelder, de rol die Cazorla doorgaans vervult. Hij maakte zijn eerste hattrick in het betaald voetbal in de zeventiende speelronde van het seizoen tegen Reading FC (2–5 winst), waarna Wenger hem met een publiekswissel van het veld haalde. In alle competities samen kwam Cazorla in het seizoen 2012/13 49 keer in actie, waarin hij twaalf doelpunten maakte en veertien assists gaf. In de voorlaatste competitiewedstrijd gaf hij alle assists voor de vier gemaakte doelpunten (4–1 overwinning), waardoor tegenstander Wigan degradeerde en Arsenal zijn vierde positie op de ranglijst veiligstelde, die recht gaf op een plaats in de play-offs voor deelname aan de UEFA Champions League 2013/14. Supporters van Arsenal riepen na afloop van de jaargang 2012/13 Santi Cazorla uit tot beste speler van hun club; medespeler Per Mertesacker noemde hem de "perfecte voetballer".
In het seizoen 2013/14 kwam Cazorla in minder competitiewedstrijden aan spelen toe, wat voornamelijk te maken had met een enkelblessure die hij in september opliep. Voor de eerste wedstrijd in de Champions League tegen Olympique Marseille kon Wenger geen beroep doen op Cazorla; ook zeven medespelers ontbraken door blessure in de wedstrijdselectie. In zijn periode van afwezigheid steeg Arsenal naar de eerste plaats van de Premier League. Op 19 oktober keerde Cazorla terug op het veld in de thuiswedstrijd tegen Norwich City FC (4–1 winst) en ontbrak de rest van het seizoen in vrijwel geen enkel duel. In maart 2014 tekende hij een nieuw contract bij Arsenal, dat hem tot 2018 aan de club bond. Arsenal bereikte in april na strafschoppen ten koste van Wigan Athletic de finale van de FA Cup. Op 17 mei werd de finale gespeeld tegen Hull City. Nadat Hull binnen tien minuten op een 0–2 voorsprong was gekomen, schoot Cazorla in de zeventiende minuut raak uit een vrije trap; Arsenal won uiteindelijk na verlenging met 3–2 en bezorgde Cazorla zijn eerste prijs in het betaald voetbal. De tweede prijs voor Cazorla volgde op 10 augustus, toen de strijd om de FA Community Shield met 3–0 van Manchester City gewonnen werd. Hijzelf maakte in de 21ste minuut het openingsdoelpunt en werd na zeventig minuten speeltijd vervangen door Tomáš Rosický. Trainer Wenger maakte Cazorla voor het eerst aanvoerder van het elftal op 1 maart 2015 in de met 2–0 gewonnen competitiewedstrijd tegen Everton; ook drie weken later droeg hij de aanvoerdersband. In het seizoen 2014/15 speelde Cazorla 52 wedstrijden, waarin hij achtmaal trefzeker was. Hij gaf elf assists, na Chelsea-speler Cesc Fàbregas (achttien) het meeste van alle voetballers in de Premier League. Cazorla verlengde in juli 2015 zijn contract bij Arsenal tot medio 2017. Voor de tweede maal op rij veroverde hij op 2 augustus 2015 met Arsenal het Community Shield (1–0 winst op Chelsea).

### Villarreal
Cazorla werd vaak van het veld gehouden door blessures. Hij onderging tien operaties aan knie-, voet- en enkelklachten. Door complicaties aan een achillespeesblessure stond hij vanaf 19 oktober 2016 ruim 21 maanden aan de kant. Arsenal liet hem in de zomer van 2018 transfervrij terugkeren naar zijn oude club Villarreal, om daar te proberen zijn carrière weer op te pakken. Cazorla verdiende er in de voorbereiding een contract voor een jaar met een optie op nog een seizoen. Hij speelde dat jaar meer dan veertig wedstrijden, waarvan meer dan dertig vanaf het begin.

### Al-Sadd
In juli 2020 vertrok Cazorla naar Al-Sadd.

## Clubstatistieken
| Seizoen         | Club                 | Competitie         | Competitie | Competitie | Competitie | Beker | Beker | Beker | Internationaal | Internationaal | Internationaal | Totaal | Totaal | Totaal |
| Seizoen         | Club                 | Competitie         | Wed.       | Dlp.       | Ass.       | Wed.  | Dlp.  | Ass.  | Wed.           | Dlp.           | Ass.           | Wed.   | Dlp.   | Ass.   |
| --------------- | -------------------- | ------------------ | ---------- | ---------- | ---------- | ----- | ----- | ----- | -------------- | -------------- | -------------- | ------ | ------ | ------ |
| 2003/04         | Villarreal           | Primera División   | 2          | 0          | 0          | 0     | 0     | 0     | —              | —              | —              | 2      | 0      | 0      |
| 2004/05         | Villarreal           | Primera División   | 29         | 2          | 0          | 0     | 0     | 0     | 15             | 5              | 1              | 44     | 7      | 1      |
| 2005/06         | Villarreal           | Primera División   | 23         | 0          | 1          | 0     | 0     | 0     | 2              | 0              | 0              | 25     | 0      | 1      |
| 2006/07         | Recreativo de Huelva | Primera División   | 34         | 5          | 0          | 0     | 0     | 0     | —              | —              | —              | 34     | 5      | 0      |
| 2007/08         | Villarreal           | Primera División   | 36         | 5          | 9          | 6     | 0     | 1     | 7              | 1              | 0              | 49     | 6      | 10     |
| 2008/09         | Villarreal           | Primera División   | 30         | 8          | 4          | 1     | 0     | 0     | 8              | 0              | 1              | 39     | 8      | 5      |
| 2009/10         | Villarreal           | Primera División   | 24         | 5          | 5          | 2     | 0     | 0     | 4              | 1              | 0              | 30     | 6      | 5      |
| 2010/11         | Villarreal           | Primera División   | 37         | 5          | 9          | 4     | 1     | 1     | 14             | 2              | 3              | 55     | 8      | 13     |
| 2011/12         | Málaga               | Primera División   | 38         | 9          | 6          | 4     | 0     | 2     | —              | —              | —              | 42     | 9      | 8      |
| 2012/13         | Arsenal              | Premier League     | 38         | 12         | 12         | 4     | 0     | 1     | 7              | 0              | 1              | 49     | 12     | 14     |
| 2013/14         | Arsenal              | Premier League     | 31         | 4          | 8          | 7     | 3     | 1     | 8              | 0              | 0              | 46     | 7      | 9      |
| 2014/15         | Arsenal              | Premier League     | 37         | 7          | 11         | 7     | 1     | 2     | 9              | 0              | 2              | 53     | 8      | 15     |
| 2015/16         | Arsenal              | Premier League     | 15         | 0          | 3          | 1     | 0     | 0     | 5              | 0              | 1              | 21     | 0      | 4      |
| 2016/17         | Arsenal              | Premier League     | 8          | 2          | 3          | 0     | 0     | 0     | 3              | 0              | 1              | 11     | 2      | 4      |
| 2018/19         | Villarreal           | Primera División   | 35         | 4          | 10         | 1     | 1     | 0     | 10             | 2              | 1              | 46     | 7      | 11     |
| 2019/20         | Villarreal           | Primera División   | 35         | 11         | 10         | 5     | 4     | 1     | —              | —              | —              | 40     | 15     | 11     |
| 2019/20         | Al-Sadd              | Qatar Stars League | 0          | 0          | 0          | 2     | 1     | 0     | 4              | 1              | 2              | 6      | 2      | 2      |
| 2020/21         | Al-Sadd              | Qatar Stars League | 20         | 13         | 11         | 8     | 4     | 2     | 6              | 3              | 1              | 34     | 20     | 14     |
| 2021/22         | Al-Sadd              | Qatar Stars League | 16         | 6          | 8          | 3     | 0     | 3     | 6              | 1              | 1              | 25     | 7      | 12     |
| 2022/23         | Al-Sadd              | Qatar Stars League | 19         | 4          | 6          | 12    | 5     | 2     | —              | —              | —              | 31     | 9      | 8      |
| 2023/24         | Real Oviedo          | Segunda División A | 25         | 0          | 4          | 1     | 0     | 0     | —              | —              | —              | 26     | 0      | 4      |
| 2024/25         | Real Oviedo          | Segunda División A | 35         | 5          | 5          | 0     | 0     | 0     | —              | —              | —              | 35     | 5      | 5      |
| 2025/26         | Real Oviedo          | Primera División   | 0          | 0          | 0          | 0     | 0     | 0     | —              | —              | —              | 0      | 0      | 0      |
| Carrière totaal | Carrière totaal      | Carrière totaal    | 567        | 107        | 125        | 68    | 20    | 16    | 108            | 16             | 15             | 743    | 143    | 156    |

Bijgewerkt op 12 juli 2025.

## Interlandcarrière

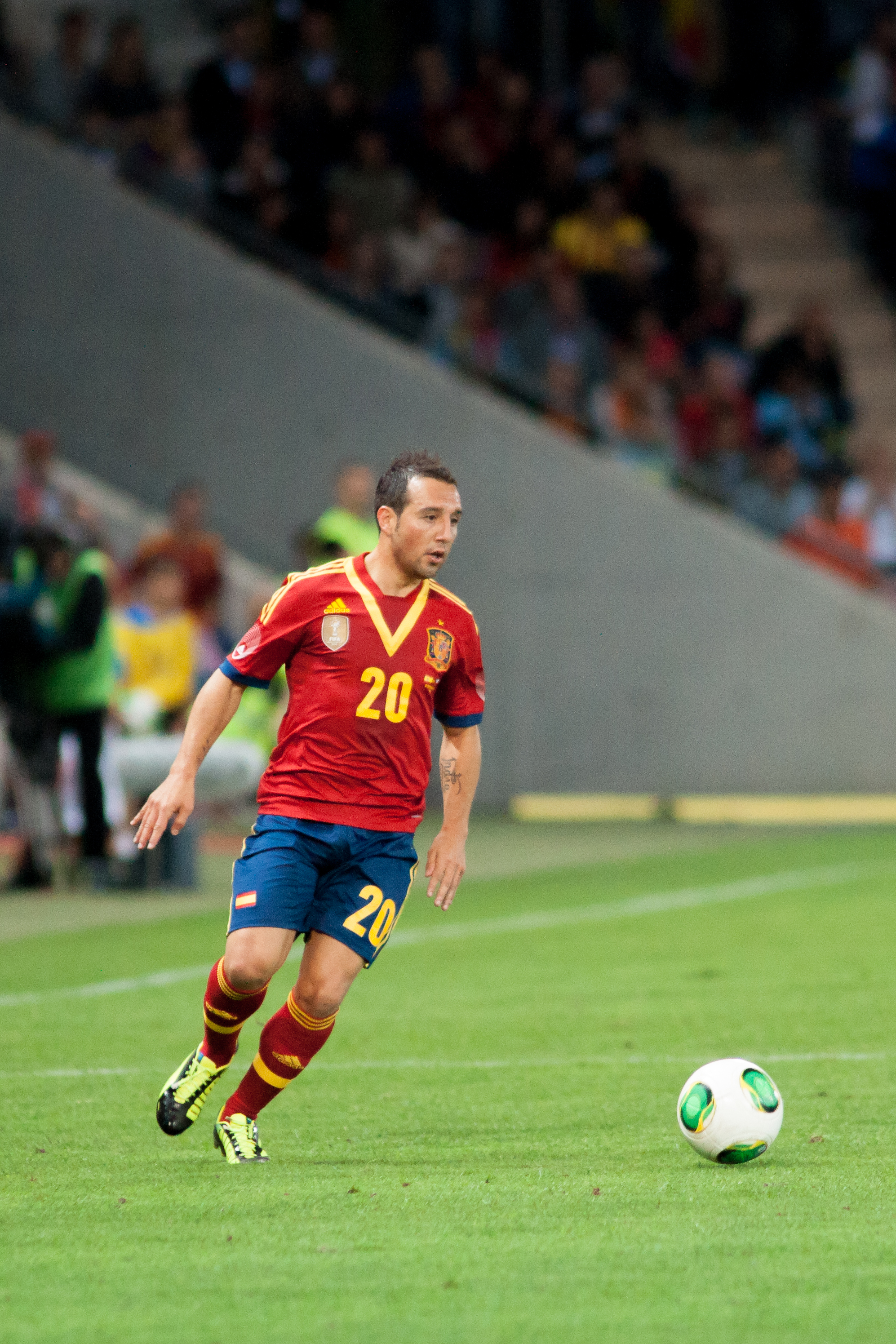
Cazorla in een oefeninterland tegen Chili (2013).

Toenmalig bondscoach Luis Aragonés riep Cazorla op 17 mei 2008 voor het eerst op voor het Spaans voetbalelftal door hem op te nemen in de nationale selectie voor het Europees kampioenschap 2008. Cazorla werd dus meegenomen naar een interlandtoernooi zonder eerder een interland gespeeld te hebben – hetzelfde gold voor Sergio García de la Fuente (Real Zaragoza), die ook niet eerder in actie was gekomen voor Spanje. Beiden maakten hun debuut in een oefeninterland ter voorbereiding op het toernooi tegen Peru (2–1 winst). Cazorla verving Andrés Iniesta in de 62ste minuut. Vier dagen later speelde hij de volledige oefenwedstrijd tegen de Verenigde Staten (1–0 winst). Op het Europees kampioenschap was hij in de drie gewonnen groepswedstrijden invaller, net als in de kwartfinale tegen Italië en de gewonnen finale tegen Duitsland. Na ruim een uur speeltijd verving Cazorla David Jiménez Silva en maakte zo de veiligstelling van het kampioenschap mee. Cazorla's eerste interlanddoelpunt volgde onder de nieuwe bondscoach Vicente del Bosque in zijn dertiende wedstrijd voor Spanje, tegen Chili op 19 november 2008 (3–0). In 2009 vertegenwoordigde hij zijn land op de FIFA Confederations Cup 2009; in 2010 miste Cazorla door een hernia het gewonnen wereldkampioenschap voetbal. Op het eveneens door Spanje gewonnen Europees kampioenschap voetbal 2012 in Oekraïne en Polen speelde Cazorla over twee wedstrijden in totaal zestien minuten. Del Bosque nam hem in mei 2014 op in de selectie voor het wereldkampioenschap voetbal 2014. Zijn WK-debuut maakte hij op 18 juni 2014 in de tweede groepswedstrijd tegen Chili (2–0 verlies). Het eerste duel, dat met 1–5 werd verloren van het Nederlands voetbalelftal, had Cazorla toegezien vanaf de reservebank. De derde en laatste wedstrijd van Spanje op het toernooi in Brazilië tegen Australië speelde hij grotendeels mee. Fàbregas verving hem na 68 minuten. Cazorla nam met zijn land deel aan het kwalificatietoernooi voor het Europees kampioenschap in 2016. In maart 2015 speelde hij mee in een oefeninterland tegen Nederland die met 2–0 werd verloren. Door aanhoudend blessureleed speelde Cazorla vanaf november 2015 ruim dertig maanden niet in het Spaanse nationale team. Hij maakte in juni 2019 zijn rentree. Hij speelde toen van begon tot eind in een met 1–4 gewonnen kwalificatiewedstrijd voor het EK 2020 in en tegen Faeröer.
| Interlands van Santi Cazorla voor Spanje | Interlands van Santi Cazorla voor Spanje | Interlands van Santi Cazorla voor Spanje | Interlands van Santi Cazorla voor Spanje | Interlands van Santi Cazorla voor Spanje | Interlands van Santi Cazorla voor Spanje | Interlands van Santi Cazorla voor Spanje |
| №                                        | Datum                                    | Wedstrijd                                | Uitslag                                  | Soort wedstrijd                          | Doelpunten                               |                                          |
| Als speler bij Villarreal CF             | Als speler bij Villarreal CF             | Als speler bij Villarreal CF             | Als speler bij Villarreal CF             | Als speler bij Villarreal CF             | Als speler bij Villarreal CF             | Als speler bij Villarreal CF             |
| ---------------------------------------- | ---------------------------------------- | ---------------------------------------- | ---------------------------------------- | ---------------------------------------- | ---------------------------------------- | ---------------------------------------- |
| 1.                                       | 31 mei 2008                              | Spanje – Peru                            | 2 – 1                                    | Vriendschappelijk                        |                                          |                                          |
| 2.                                       | 4 juni 2008                              | Spanje – Verenigde Staten                | 1 – 0                                    | Vriendschappelijk                        |                                          |                                          |
| 3.                                       | 10 juni 2008                             | Spanje – Rusland                         | 4 – 1                                    | EK 2008                                  |                                          |                                          |
| 4.                                       | 14 juni 2008                             | Zweden – Spanje                          | 1 – 2                                    | EK 2008                                  |                                          |                                          |
| 5.                                       | 18 juni 2008                             | Griekenland – Spanje                     | 1 – 2                                    | EK 2008                                  |                                          |                                          |
| 6.                                       | 22 juni 2008                             | Italië – Spanje                          | 0 – 0                                    | EK 2008                                  |                                          |                                          |
| 7.                                       | 29 juni 2008                             | Duitsland – Spanje                       | 0 – 1                                    | EK 2008                                  |                                          |                                          |
| 8.                                       | 20 augustus 2008                         | Denemarken – Spanje                      | 0 – 3                                    | Vriendschappelijk                        |                                          |                                          |
| 9.                                       | 6 september 2008                         | Spanje – Bosnië en Herzegovina           | 1 – 0                                    | Kwalificatie WK 2010                     |                                          |                                          |
| 10.                                      | 10 september 2008                        | Spanje – Armenië                         | 4 – 0                                    | Kwalificatie WK 2010                     |                                          |                                          |
| 11.                                      | 11 oktober 2008                          | Estland – Spanje                         | 0 – 3                                    | Kwalificatie WK 2010                     |                                          |                                          |
| 12.                                      | 15 oktober 2008                          | België – Spanje                          | 1 – 2                                    | Kwalificatie WK 2010                     |                                          |                                          |
| 13.                                      | 19 november 2008                         | Spanje – Chili                           | 3 – 0                                    | Vriendschappelijk                        | 85'                                      |                                          |
| 14.                                      | 28 maart 2009                            | Spanje – Turkije                         | 1 – 0                                    | Kwalificatie WK 2010                     |                                          |                                          |
| 15.                                      | 1 april 2009                             | Turkije – Spanje                         | 1 – 2                                    | Kwalificatie WK 2010                     |                                          |                                          |
| 16.                                      | 9 juni 2009                              | Azerbeidzjan – Spanje                    | 0 – 6                                    | Vriendschappelijk                        |                                          |                                          |
| 17.                                      | 14 juni 2009                             | Nieuw-Zeeland – Spanje                   | 0 – 5                                    | FIFA Confederations Cup                  |                                          |                                          |
| 18.                                      | 17 juni 2009                             | Irak – Spanje                            | 0 – 1                                    | FIFA Confederations Cup                  |                                          |                                          |
| 19.                                      | 20 juni 2009                             | Zuid-Afrika – Spanje                     | 0 – 2                                    | FIFA Confederations Cup                  |                                          |                                          |
| 20.                                      | 24 juni 2009                             | Verenigde Staten – Spanje                | 2 – 0                                    | FIFA Confederations Cup                  |                                          |                                          |
| 21.                                      | 28 juni 2009                             | Zuid-Afrika – Spanje                     | 2 – 3                                    | FIFA Confederations Cup                  |                                          |                                          |
| 22.                                      | 12 augustus 2009                         | Macedonië – Spanje                       | 2 – 3                                    | Vriendschappelijk                        |                                          |                                          |
| 23.                                      | 9 september 2009                         | Spanje – Estland                         | 3 – 0                                    | Kwalificatie WK 2010                     | 81'                                      |                                          |
| 24.                                      | 10 oktober 2009                          | Armenië – Spanje                         | 1 – 2                                    | Kwalificatie WK 2010                     |                                          |                                          |
| 25.                                      | 11 augustus 2010                         | Mexico – Spanje                          | 1 – 1                                    | Vriendschappelijk                        |                                          |                                          |
| 26.                                      | 7 september 2010                         | Argentinië – Spanje                      | 4 – 1                                    | Vriendschappelijk                        |                                          |                                          |
| 27.                                      | 8 oktober 2010                           | Spanje – Litouwen                        | 3 – 1                                    | Kwalificatie EK 2012                     |                                          |                                          |
| 28.                                      | 12 oktober 2010                          | Schotland – Spanje                       | 2 – 3                                    | Kwalificatie EK 2012                     |                                          |                                          |
| 29.                                      | 17 november 2010                         | Portugal – Spanje                        | 4 – 0                                    | Vriendschappelijk                        |                                          |                                          |
| 30.                                      | 9 februari 2011                          | Spanje – Colombia                        | 1 – 0                                    | Vriendschappelijk                        |                                          |                                          |
| 31.                                      | 25 maart 2011                            | Spanje – Tsjechië                        | 2 – 1                                    | Kwalificatie EK 2012                     |                                          |                                          |
| 32.                                      | 29 maart 2011                            | Litouwen – Spanje                        | 1 – 3                                    | Kwalificatie EK 2012                     |                                          |                                          |
| 33.                                      | 4 juni 2011                              | Verenigde Staten – Spanje                | 0 – 4                                    | Vriendschappelijk                        | 28', 41'                                 |                                          |
| 34.                                      | 7 juni 2011                              | Venezuela – Spanje                       | 0 – 3                                    | Vriendschappelijk                        |                                          |                                          |
| Als speler bij Málaga CF                 |                                          |                                          |                                          |                                          |                                          |                                          |
| 35.                                      | 10 augustus 2011                         | Italië – Spanje                          | 2 – 1                                    | Vriendschappelijk                        |                                          |                                          |
| 36.                                      | 2 september 2011                         | Chili – Spanje                           | 2 – 3                                    | Vriendschappelijk                        |                                          |                                          |
| 37.                                      | 11 oktober 2011                          | Spanje – Schotland                       | 3 – 1                                    | Kwalificatie EK 2012                     |                                          |                                          |
| 38.                                      | 12 november 2011                         | Engeland – Spanje                        | 1 – 0                                    | Vriendschappelijk                        |                                          |                                          |
| 39.                                      | 15 november 2011                         | Costa Rica – Spanje                      | 2 – 2                                    | Vriendschappelijk                        |                                          |                                          |
| 40.                                      | 29 februari 2012                         | Spanje – Venezuela                       | 5 – 0                                    | Vriendschappelijk                        |                                          |                                          |
| 41.                                      | 26 mei 2012                              | Servië – Spanje                          | 0 – 2                                    | Vriendschappelijk                        | 74' (pen.)                               |                                          |
| 42.                                      | 30 mei 2012                              | Zuid-Korea – Spanje                      | 1 – 4                                    | Vriendschappelijk                        | 58'                                      |                                          |
| 43.                                      | 3 juni 2012                              | Spanje – China                           | 1 – 0                                    | Vriendschappelijk                        |                                          |                                          |
| 44.                                      | 14 juni 2012                             | Spanje – Ierland                         | 4 – 0                                    | EK 2012                                  |                                          |                                          |
| 45.                                      | 23 juni 2012                             | Spanje – Frankrijk                       | 2 – 0                                    | EK 2012                                  |                                          |                                          |
| Als speler bij Arsenal FC                |                                          |                                          |                                          |                                          |                                          |                                          |
| 46.                                      | 15 augustus 2012                         | Puerto Rico – Spanje                     | 1 – 2                                    | Vriendschappelijk                        | 42'                                      |                                          |
| 47.                                      | 7 september 2012                         | Spanje – Saoedi-Arabië                   | 5 – 0                                    | Vriendschappelijk                        | 22'                                      |                                          |
| 48.                                      | 11 september 2012                        | Georgië – Spanje                         | 0 – 1                                    | Kwalificatie WK 2014                     |                                          |                                          |
| 49.                                      | 12 oktober 2012                          | Wit-Rusland – Spanje                     | 0 – 4                                    | Kwalificatie WK 2014                     |                                          |                                          |
| 50.                                      | 16 oktober 2012                          | Spanje – Frankrijk                       | 1 – 1                                    | Kwalificatie WK 2014                     |                                          |                                          |
| 51.                                      | 6 februari 2013                          | Uruguay – Spanje                         | 1 – 3                                    | Vriendschappelijk                        |                                          |                                          |
| 52.                                      | 22 maart 2013                            | Spanje – Finland                         | 1 – 1                                    | Kwalificatie WK 2014                     |                                          |                                          |
| 53.                                      | 8 juni 2013                              | Haïti – Spanje                           | 1 – 2                                    | Vriendschappelijk                        | 8'                                       |                                          |
| 54.                                      | 11 juni 2013                             | Spanje – Ierland                         | 2 – 0                                    | Vriendschappelijk                        |                                          |                                          |
| 55.                                      | 16 juni 2013                             | Uruguay – Spanje                         | 1 – 2                                    | FIFA Confederations Cup                  |                                          |                                          |
| 56.                                      | 20 juni 2013                             | Tahiti – Spanje                          | 0 – 10                                   | FIFA Confederations Cup                  |                                          |                                          |
| 57.                                      | 14 augustus 2013                         | Ecuador – Spanje                         | 0 – 2                                    | Vriendschappelijk                        | 63'                                      |                                          |
| 58.                                      | 6 september 2013                         | Finland – Spanje                         | 0 – 2                                    | Kwalificatie WK 2014                     |                                          |                                          |
| 59.                                      | 10 september 2013                        | Chili – Spanje                           | 2 – 2                                    | Vriendschappelijk                        |                                          |                                          |
| 60.                                      | 16 november 2013                         | Equatoriaal-Guinea – Spanje              | 1 – 2                                    | Vriendschappelijk                        | 13'                                      |                                          |
| 61.                                      | 19 november 2013                         | Zuid-Afrika – Spanje                     | 1 – 0                                    | Vriendschappelijk                        |                                          |                                          |
| 62.                                      | 5 maart 2014                             | Spanje – Italië                          | 1 – 0                                    | Vriendschappelijk                        |                                          |                                          |
| 63.                                      | 30 mei 2014                              | Spanje – Bolivia                         | 2 – 0                                    | Vriendschappelijk                        |                                          |                                          |
| 64.                                      | 7 juni 2014                              | El Salvador – Spanje                     | 0 – 2                                    | Vriendschappelijk                        |                                          |                                          |
| 65.                                      | 18 juni 2014                             | Spanje – Chili                           | 0 – 2                                    | WK 2014                                  |                                          |                                          |
| 66.                                      | 23 juni 2014                             | Australië – Spanje                       | 0 – 3                                    | WK 2014                                  |                                          |                                          |
| 67.                                      | 4 september 2014                         | Frankrijk – Spanje                       | 1 – 0                                    | Vriendschappelijk                        |                                          |                                          |
| 68.                                      | 9 oktober 2014                           | Slowakije – Spanje                       | 2 – 1                                    | Kwalificatie EK 2016                     |                                          |                                          |
| 69.                                      | 15 november 2014                         | Spanje – Wit-Rusland                     | 3 – 0                                    | Kwalificatie EK 2016                     |                                          |                                          |
| 70.                                      | 27 maart 2015                            | Spanje – Oekraïne                        | 1 – 0                                    | Kwalificatie EK 2016                     |                                          |                                          |
| 71.                                      | 31 maart 2015                            | Nederland – Spanje                       | 2 – 0                                    | Vriendschappelijk                        |                                          |                                          |
| 72.                                      | 11 juni 2015                             | Spanje – Costa Rica                      | 2 – 1                                    | Vriendschappelijk                        |                                          |                                          |
| 73.                                      | 14 juni 2015                             | Wit-Rusland – Spanje                     | 0 – 1                                    | Kwalificatie EK 2016                     |                                          |                                          |
| 74.                                      | 5 september 2015                         | Spanje – Slowakije                       | 2 – 0                                    | Kwalificatie EK 2016                     |                                          |                                          |
| 75.                                      | 8 september 2015                         | Macedonië – Spanje                       | 0 – 1                                    | Kwalificatie EK 2016                     |                                          |                                          |
| 76.                                      | 9 oktober 2015                           | Spanje – Luxemburg                       | 4 – 0                                    | Kwalificatie EK 2016                     | 42', 85'                                 |                                          |
| 77.                                      | 13 november 2015                         | Spanje – Engeland                        | 2 – 0                                    | Vriendschappelijk                        | 84'                                      |                                          |
| Als speler bij Villarreal CF             |                                          |                                          |                                          |                                          |                                          |                                          |
| 78.                                      | 7 juni 2019                              | Faeröer – Spanje                         | 1 – 4                                    | Kwalificatie EK 2020                     |                                          |                                          |

## Erelijst
Villarreal
- UEFA Intertoto Cup: 2004

 Arsenal
- FA Cup: 2013/14, 2014/15
- FA Community Shield: 2014, 2015

 Al-Sadd
- Qatar Stars League: 2020/21
- Qatar Cup: 2021
- Emir of Qatar Cup: 2020
- Qatari Stars Cup: 2019/20

 Spanje
- UEFA EK: 2008, 2012

Individual
- Premio Don Balón: 2006/07
- Arsenal Player of the Season: 2012/13
- PFA Fans' Player of the Month: december 2014, januari 2015